# Romilly-sur-Aigre
Romilly-sur-Aigre foi uma comuna francesa na região administrativa do Centro, no departamento de Eure-et-Loir. Estendia-se por uma área de 12,14 km². Em 2010 a comuna tinha 500 habitantes (densidade: 41,2 hab./km²).
Em 1 de janeiro de 2017, passou a formar parte da nova comuna de Cloyes-les-Trois-Rivières.